# Thor Bernhardt
Carl Thor Algernon Oscar Gustaf Bernhardt född 28 december 1864 i Dunker, Södermanland, död 30 juli 1939, var en svensk godsägare och disponent. 
Han var son till bruksägare Pehr Gustaf Bernhardt och Hortense Anna Hedvig Lybäck Richter samt från 1893 gift med Agda Maria Nelson (1870–1944). Makarna fick två barn, Gustaf 1894 och Daisy 1899.
Bernhardt studerade vid Örebro Tekniska skola där han utexaminerades 1884. Han startade den första fabriken i Sverige för tillverkning av fotografiska torrplåtar; den anlades 1893–1894 på Tavastgatan på Södermalm i Stockholm. Under firmanamnet Svenska Torrplåtfabriken skedde en tillverkning i mindre skala av bromsilvergelatinplåtar. Tillsammans med sin bror Helmer Bernhardt och Gustaf Lybeck bildade han 1895 Aktiebolaget Svenska torrplåtfabriken vid Ålstäket på Värmdö. Fabriken medverkade som utställare vid Konst- och industriutställningen i Stockholm 1897. Bernhardt köpte Viks herrgård på Värmdö 1886, men var senare bosatt i Fruvik. Han bedrev försäljning av villatomter i Fruvik, vid Vik, från omkring 1888.